# ステファヌス・ヴァン・コートランド
ステファヌス・ヴァン・コートランド（Stephanus van Cortlandt、1643年5月7日 - 1700年11月25日）は、アメリカ合衆国の政治家。ニューヨーク市長などを務めた。コートラント荘園の所有者で、1691年から1700年までニューヨーク植民地の評議会にいた。弟のヤコブス・ヴァン・コートランドもニューヨーク市長を務めた。妻ガートルード・ヴァン・スカイラーはピーター・スカイラーの姉妹である。

## 生涯
ニューヨークで1643年5月7日に生まれた。1668年に民兵会社の旗手に任命された。1671年にオールバニのガートルード・スカイラーと結婚し、商人として事業を行っていたBroad近郊の現在のパールストリートの"Waterside"に住居を建てた。1677年に市長に任命された。34歳での任命は、知性への高い賛辞、社会的地位の高さへの知事からの信頼の現れである。ライスラーの反乱の際にはニコルソンの評議会についた。ピーター・デラノイが市長に選出された時は、市の公式印の引き渡しを拒否した。委員は家の前でステファヌスを待っていたが、妻が彼らの前でドアを閉めた。

## 家族
- 父キャプテン・オロフ・スティーヴンス・ヴァン・コートランド（オランダ・Wijk bij Duurstede生まれ、1684年没）は、1637年にニューアムステルダムに到着した。もともと兵士や簿記係を務め、オランダ西インド会社で出世し、 長年首長やaldermanを務めた[3]。
- 母Annetje "Anna" Loockermans Van Cortlandtは1618年3月17日トゥルンハウト生まれ。
- 姉妹マリアはジェレミアス・ヴァン・レンセラー（英語版）と結婚した。
- 姉妹キャサリンはフレデリック・フィリップスと結婚した。
- 娘アンはスティーブン・デランシーと結婚した。
- ウィリアム・スキナー中将とコートランド・スキナー（英語版）大将兄弟は孫にあたる。
- 孫娘マーガレット・ケンブルはトマス・ゲイジと結婚した。
- 孫ピエール・ヴァン・コートランドはジョアンナ・リヴィングストンと結婚した。